# Anjanette Kattil
Anjanette Kattil (chinois traditionnel : 卡蒂爾 ; pinyin : Kǎdì'ěr) est une diplomate de la République des îles Marshall. Elle est chef adjointe de la mission diplomatique à Taïwan de 2016 à 2019, puis elle devient ambassadrice des îles Marshall à Taïwan en 2023.

## Biographie

### Carrière diplomatique
Anjanette Kattil commence sa carrière diplomatique comme adjointe au ministère des Affaires étrangères des Îles Marshall.
Elle fait partie de la mission diplomatique des Îles Marshall à Taiwan de 2016 à 2019, et elle en est la chef adjointe. En plus de cette fonction, elle assure également les fonctions de chargée d'affaires de la mission pendant l'absence du chef de la mission,.

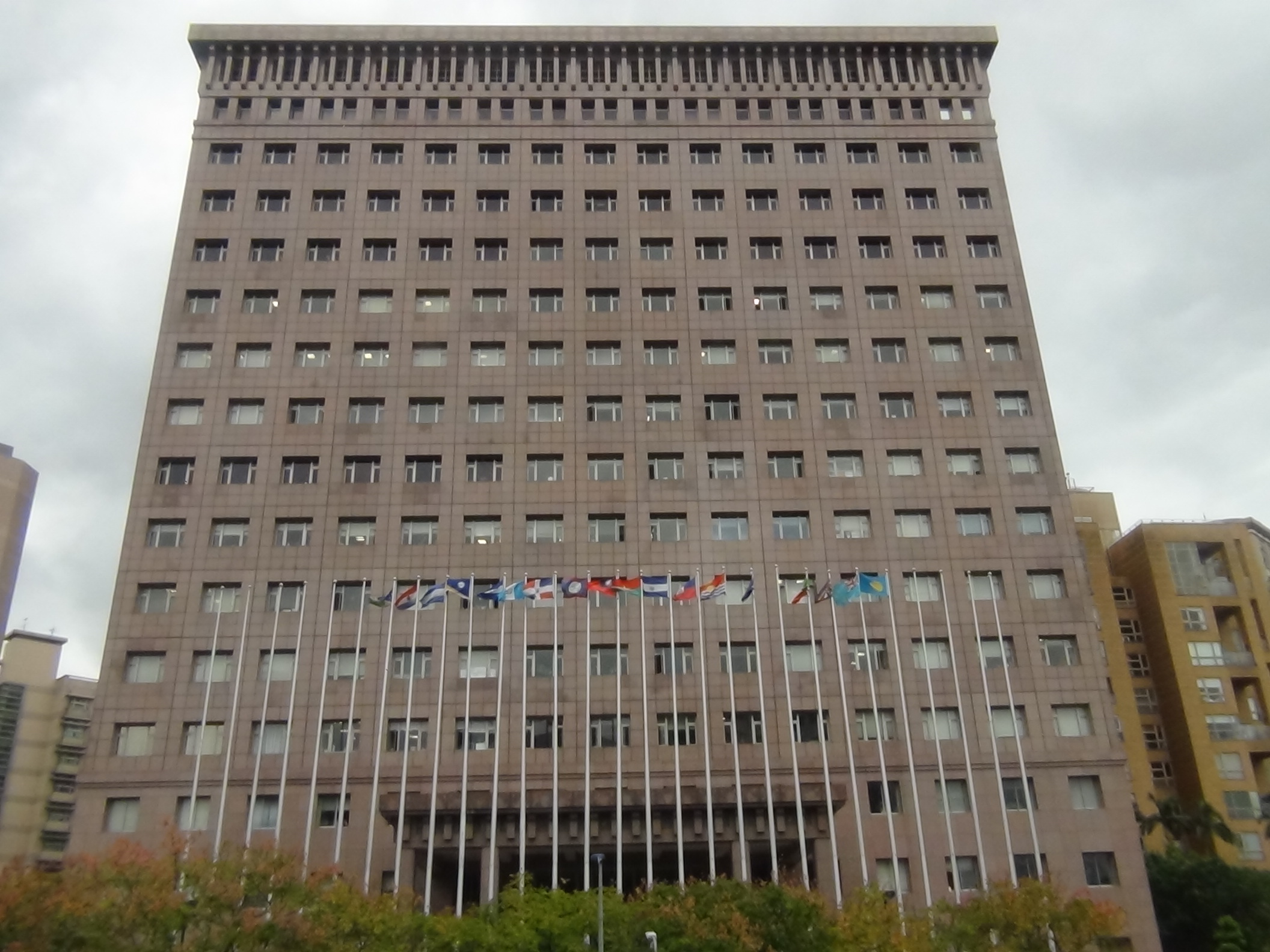
Ambassade des Îles Marshall à Taipei.

Anjanette Kattil est nommée le 30 août 2023 ambassadrice des Îles Marshall à Taïwan. Sa nomination est effective lorsque ses lettres de créance sont acceptées par la présidente de la République taïwanaise de l'époque, Tsai Ing-wen. À cette occasion, celle-ci remercie Anjanette Kattil pour son amitié de longue date avec Taiwan et elle exprime l'espoir d'une amélioration de la coopération bilatérale dans plusieurs domaines, notamment en matière d'environnement, de soins médicaux, d'agriculture et d'éducation. Anjanette Kattil répond en remerciant Tsai pour son discours et son chaleureux accueil, et souligne l'histoire de la coopération entre les deux pays ainsi que les liens austronésiens qui les rapprochent.
Pour célébrer l'amitié entre leurs deux pays, elle reçoit le 3 mai 2024 le ministre des Affaires étrangères Joseph Wu qui la remercie pour la participation de son pays aux instances internationales, facilitée par le soutien des Îles Marshall.

### Vie personnelle
Au cours de son séjour à Taiwan, Anjanette Kattil prend le goût de la nourriture et des boissons locales. Dans une interview qu'elle accorde en 2024 au magazine Taiwan Panorama, elle énumère ses plats préférés en chinois mandarin : le xiaolongbao, le shabu-shabu hotpot, la soupe de nouilles au bœuf, le thé aux perles et le café taïwanais.